# Секст Сульпиций Тертулл
Секст Сульпиций Тертулл (лат. Sextus Sulpicius Tertullus) — римский государственный деятель второй половины II века.
О происхождении Тертулла ничего неизвестно. В 158 году он занимал должность консула вместе с Квинтом Тинеем Сакердотом Клементом. В 173/174 году Тертулл находился на посту проконсула провинции Азия. Больше о нём ничего неизвестно.